# История на Египет
Египетската история започва още през палеолита, когато различни племена живеят по възвишенията и се прехранват с лов и риболов. С изменението на климата и с превръщането на степите на Северна Африка в пустиня хората се преселват около долината на Нил, където започват да се занимават със земеделие и скотовъдство. Около V хилядолетие се оформят селски общини, а с разделението на труда се оформят отделни държавици, воюващи помежду си, които постепенно се обединяват в две царства: Горен и Долен Египет. С тяхното обединение около 3150 г. пр. Хр. от фараона Нармер се създава Древен Египет. Периодът на управление на Египет от местни египетски владетели – фараони от различни династии – продължава до нахлуването на персите през 664 г. пр. Хр., когато мощта на Египет е отслабена и той е завладян от Ахеменидската империя. Съществуването на Древен Египет завършва с превземането му от Александър Велики през 332 г. пр. Хр., когато се установява елинистично царство със столица основаният от Птолемей I град Александрия. Новите управници от династията Птолемеи са изправени пред вътрешни размирици и вземат участие в редица войни, докато след самоубийството на най-известния им представител Клеопатра VII Египет става римска провинция през към 30 пр.н.е.
Римски Египет включва по-голямата част от днешния Египет без Синайския полуостров и е основен производител на зърно за империята и най-богатата от източните римски провинции. В средата на VII век Египет е завладян от арабите. Различни части от Египет са включени в различни халифати: Праведен халифат (632 – 661), Омаядски халифат (661 – 750), Абасидски халифат (750 – 909), Фатимидски халифат (909 – 1171), Аюбидски султанат (1171 – 1260) и Мамелюкски султанат (1250 – 1517). През 1517 г. османският султан Селим I завладява Кайро и присъединява Египет към Османската империя, където той остава до 1922 г. като еялет.
Забележително е управлението на страната през първата половина на XIX век от Мохамед Али паша Масърски, въстанал срещу султана през 1831 г. Смятан е за основател на съвременен Египет и управници от неговата династия са начело на управлението до революцията през 1952 г. През втората половина на XIX век с помощта на французите е прокопан Суецкият канал, открит през 1869 г., предопределил намесата на европейски държави в историята на Египет. Британците извършват военна интервенция през 1882 г. и Египет става негласно английски протекторат, а с встъпвнето на Османската империя в Първата световна война през 1914 г. Египет е обявен за султанат под британски контрол. През 1919 г. борбата за национална независимост се разширява, националистите постигат мнозинство в Законодателното събрание и е създадено Кралство Египет, номинално независима конституционна монархия, но въпреки това британците запазват контрола си върху външните работи, комуникациите, войските и англо-египетски Судан.
Съвременната република Египет е провъзгласена на 18 юни 1953 г. след като с Юлската революция управлението преминава в ръцете на военните на практика автократично: Гамал Абдел Насер от 1954 до смъртта си през 1970 г., Ануар Садат от 1971 до убийството му през 1981 г. и Хосни Мубарак от 1981 до египетската революция от 2011 г.

## Древен Египет
Египет е населяван от хора от преди повече от 250 000 години. Развитието на земеделието се обуславя от река Нил и създаването на култивирани площи около нея, като така постепенно нараства и гъстотата на населението. През четвъртото хилядолетие пр.н.е. около първоначалните центрове на иригационни системи започнали да се формират неголеми държавици, които често воювали помежду си. Във втората половина на хилядолетието броят им вече бил около 40, половината от тях се намирали в района на Долен Египет (делтата на Нил), а останалите на юг по протежение на долината на реката (Горен Египет). Създаването на единна държава се приписва на управника на Горен Египет Менес. С името на Менес започва и дългият списък с имената на египетските фараони, по чиито години на управление се води египетското летоброене. От този период са и най-ранните запазени до наши дни йероглифни надписи, някои от които съдържат имената на съответните фараони. Фараонът бил глава на култа към всички богове в Древния Египет, като самият той е бил считан за бог. При последователното управление на фараоните от III, IV, V и VI династия (Старо царство XXVII–XXII в. пр. н. е.) настъпва икономически, политически и културен подем. Израз на това става строителството през периода на пирамидите – гробници на фараоните Джосер, Снофр, Хеопс (Хуфу), Хефрен (Хафра) и Микерин (Менкаур). Нараства значението на хелиополския култ към бога-слънце Ра, а фараоните се наричат негови синове.
През 23 – 21 век царството се разпада на множество номове. Новото държавно обединяване започва с нарастването на силите на номарсите на Хераклеопол (в Среден Египет), а впоследствие на управляващите южния град Тива. Тиванският фараон Ментухотеп I става владетел на обединен Древен Египет. Средното египетско царство (2040 – 1780 пр.н.е.) обхваща периода от 11 до 12 династия и се характеризира с децентрализация. За покровител на фараоните е обявен бог Амон. Аменемхет I премества столицата от Тива в Иттауи във Файюмския оазис. Следва нов разпад на Древния Египет.
През 18 – 16 век дошлите от Азия хиксоси завземат властта в Долен Египет и правят своя столица град Аварис в източната част на делтата на р. Нил. Да прогони хиксосите успява Яхмос I. Преследвайки ги, той нахлува в Палестина и Сирия. Приемниците му завладяват Палестина, Финикия, Сирия, а страната Куш до 4-тия нилски праг става провинция на Египет.
Новото царство е период на най-голям напредък и разцвет, изразен най-вече в териториално разширение и огромно строителство. При Аменхотеп III Древен Египет достига своето величие. От провинциите си в Азия и в страната Куш, Древният Египет получава като данъци дървесина, мед, олово, сребро, както и животни, роби, вино, бижута, слонова кост. От страната Пунт, където царица Хатшепсут изпраща експедиция, в Египет пристигат благовония. През този период армията става редовна. Религиозната реформа на Аменхотеп IV (Ехнатон) провъзгласява култа към единен за всички египтяни бог Атон (слънчевият диск). В чест на този бог се строи нова столица – Ахетатон. След смъртта на Ехнатон през 1335 г. пр.н.е., почитането на целия пантеон египетски богове е възстановено и Тива отново става столица на Древния Египет. Увлеклият се по религиозната реформа Ехнатон бил изоставил държавното управление, а упадъкът на държавата продължава и след смъртта му. Към 1290 г. пр.н.е. фараонът Рамзес II възстановява могъществото на Древния Египет. Той води продължителна и упорита борба с хетите и техните сирийски съюзници. Столица на страната при Рамзес II става град Пер-Рамзес, построен на мястото на Аварис. Сред многото грандиозни строежи от периода е и прочутият скален храм при Абу Симбел.
В третия преходен период се редуват времена на възход и упадък, управляват фараоните от 21 до 24 династия. През 945 г. пр.н.е либийският военачалник Шешонк I се провъзгласява за фараон, а за своя резиденция избира град Бубастис. Той превзема Йерусалим и го разграбва.
Късният период на Древен Египет е свързан с последния разцвет на местни владетели:
Псаметих I успява отново да обедини Древен Египет, а неговият син Нехо II прокарва канал, свързващ Нил с Червено море. Но Египет губи могъществото си и се превръща в обект на агресия от страна на съседните народи – либийци и етиопи. През VII в. пр. н. е. той попада временно под властта на Асирия, а в 525 г. е присъединен към Персийската империя на Ахеменидите и става персийска сатрапия. През 341 г. пр.н.е. персите отново нахлуват в Египет и го подлагат на разорение.
През 332 г. пр.н.е. армията на Александър Македонски навлиза в Египет. След разделянето на империята му между диадохите, Древен Египет се пада на пълководеца Птоломей Лаг – основател на гръко-македонската династия на Птолемеите (305 – 30 г. пр.н.е.).

## Елинистичен и римски Египет
Елинистически Египет е силна елинистическа държава, която се простира от Сирия на изток до Кирена на запад, и на юг до границата с Нубия. През 3 век пр.н.е. Александрия става столица и се превръща в основно научно средище и център на елинистичната култура и търговия. При Птоломеите Египет става главна житница за елинистичния свят, а египетският флот господства в Средиземно море. За да получат признание от страна на египетския народ, владетелите от династията на Птолемеите наричат себе си наследници на фараоните, като разширяват египетската бюрократична система и ограничават властта на жреците. По-късните членове на династията възприемат египетските традиции, започват да се появяват на изображенията облечени в египетски стил и вземат участие в египетския религиозен живот.
Последният владетел от династията на Птолемеите е Клеопатра VII, която извършва самоубийство, след като Октавиан Август завладява Александрия и нейната армия от наемници се разбягва. По време на управлението на Птолемеите често избухвали въстания сред египтяните срещу нежелания чужд режим и тези граждански войни спомагат за упадъка на царството и анексирането му от Рим през 30 пр.н.е. Римската провинция Египет включва по-голямата част от днешен Египет без Синайския полуостров. Египет граничи с провинциите Крит и Киренайка на запад и Юдея и Арабия на изток. За отбелязване е, че елинистическата култура продължава да процъфтява в Египет по време на римляните и византийците и дори и след завладяването му от арабите.
Християнството идва в Египет чрез Св. Марко Евангелист през 1 век. Управлениенето на Диоклециан (284 до 305 г.), ознаменува прехода от римската към византийската епоха на Египет, и се отличава с преследването на голям брой от египетските християни. Към онзи момент Новият Завет вече е преведен на египетски. След Халкедонския събор през 451 г. е основана египетската коптска църква

## Египет през Средновековието (VII – XVI век)
Известно време Египет е византийска провинция до персийското нашествие в началото на VII век, по време на което в продължение на десет години той е известен като „Сасанидски Египет“. Византийците си връщат контрола над страната по времето на Ираклий след войната с персийците. Скоро обаче арабите завоюват Персия и продължават към римска Сирия, като побеждават византийците на територията на днешен Израел през 634 г.
През 639 г. вторият халиф Умар изпраща армия от около 4000 души под командването на Амр ибн ал-Ас, които навлизат в Египет през Палестина и Суецкия провлак и се придвижват бързо по делтата на Нил.. Към тази армия са добавени още 5000 души през 640 г. и тя разгромява византийската армия в битката при Хелиополис. Амр продължава към Александрия, която се предава по силата на договор, подписан на 8 ноември 641 г. През 654 г. Констант II изпраща флотилия да върне града, но атаката е отблъсната. След това няма сериозни опити от страна на византийците да си върнат владенията и така Египет става част от Арабския халифат, като арабите внасят сунитския ислям. В началото египтяните започват да смесват новата вяра с местните вярвания и практики, като основават различни суфистки ордени, които процъфтяват и до ден днешен. Тези ранни ритуали оцеляват и след създаването на коптска православна църква.
Арабите основават Фустат като столица на Египет, но той е опожарен по време на кръстоносните походи. През 986 г. е основан Кайро който по-късно се разраства до най-големия и най-богатия град на халифата, и един от най-големите в света.
Формирани са две отделни провинции: Горен и Долен Египет. Начело на Арабския халифат до края му през XVI век се сменят различни династии: Умаяди, Абасиди, Аюбиди и т.н. и части от Египет са включени в: Праведен халифат (632 – 661), Омаядски халифат (661 – 750), Абасидски халифат (750 – 909), Фатимидски халифат (909 – 1171), Аюбидски султанат (1171 – 1260) и Мамелюкски султанат (1250 – 1517).

### Абасиди
Периодът на управление на Абасидите е запомнен с въвеждането на нови данъци и въстание на коптите още в четвъртата година на тяхното управление. В началото на IX век е възобновена практиката да се назначава губернатор, но назначеният Abdallah ibn Tahir, решава да остане в Багдад, изпращайки свой заместник в Египет. През 828 избухва ново въстание, а малко по-късно към коптите се присъединяват и местни мюсюлмани. В крайна сметка загубата на власт от страна на Абасидите води до непрекъсната смяна на военни управители в Египет, които все пак запазват лоялността си към Абасидската династия.

### Фатимидски халифат и мамелюци
През следващите шест века Египет се управлява от мюсюлмански наместници, номинирани от халифата, като Кайро става седалище на Фатимидския халифат. Друга ислямска династия, Аюбидите, с родоначалник Салах ад-Дин, управлява от Дамаск и по време на войните от Петия кръстоносен поход привлича на своя страна мамелюците – елитни бойци, съставени от немюсюлмани-роби, които през 1252 г. извършват военен преврат. С края на династията на Аюбидите в Сирия след монголските нашествия, властта в Египет е поета от военната каста на мамелюците, а след разрушаването на Багдад и падането на Дамаск център на исляма става Кайро.
Към края на XIII век Египет лежи на пътя от Европа и Средиземно море към Червено море, Индия, Малая и Индокитай. Избухналата чумна епидемия в средата на XIV век унищожава около 40% от населението на страната.
Мамелюците управляват Египет като сюзерени на Абасидите до началото на XVI век. Те се включват във войната срещу османските турци, които превземат Кайро през 1517 г.

## Османски Египет (1517 – 1867)
Османският владетел Селим I поставя неголям гарнизон в Кайро и Египет става част от Османската империя като еялет Египет и Судан (на турски: Eyālet-i Mıṣr) (1517 – 1867).
В състава на Османската империя Египет се управлява от паши-наместници, изпращани от Константинопол. Въпреки това, мамелюците запазват известна автономност и власт като сформират военните отряди на 24-те египетски провинции. Те се командват от началници (бейове), които на свой ред са под контрола на диван от седем местни чиновника. Пашата е посредник между двете власти, и главната му задача е контрол над събирането на данъците.
Египет остава почти автономен регион на Османската империя до нахлуването на френските войски под командването на Наполеон при неговата Египетска кампания през 1798 г. Целта му е да прекъсне британските пътища към Индия. Франция се стреми към френско господство в Близкия изток, за да може да се свърже с мюсюлманския враг на британците в Индия – Типу Султан. След поражението, нанесено на французите от британския флот в битката при Абу Кир, при което почти всички френски кораби са пленени или потопени, в Египет започва вътрешна борба за надмощие между османските турци, египетските мамелюци, управлявали от векове и албански наемници, наети от Османската империя и предвождани от Мохамед Али паша. Египетската кампания на Наполеон повишава интереса към древната история на Египет. Тя е не само военно, но и научно начинание: генералът организира екип от 167 учени, инженери, печатари, геометри, астрономи, художници, журналисти и др. По време на експедицията са събрани и изнесени във Франция много паметници на историята и образци на древноегипетското изкуство

### Мохамед Али паша
След прогонването на французите, през 1805 г. властта е завзета от Мохамед Али паша, висш военен от албански произход, командващ османската армия в Египет. Макар формално да е вицекрал, подчинението му на Високата порта е само номинално. Мохамед Али се разправя с мамелюците и установява своя династия, която управлява Египет до революцията през 1952 г.
Въвеждането на нова земеделска култура – памука – през 1820 г. коренно преобразява земеделието и към края на века то става почти монокултурно поради голямото търсене. Земята преминава в ръцете на едри собственици, а суровият памук се изнася за обработка в чужбина и става основна стока на международните пазари.
Мохамед Али анексира Северен Судан (1820 – 1824), Сирия (1833) и части от Арабския полуостров и Анадола; но през 1841 г. европейските сили, опасявайки се тези действия да не съборят цялата Османска империя, го заставят да върне почти всички завоювани територии. Неговите военни амбиции се съчетават с модернизация на страната: той започва индустриализация, строи системи от канали за напояване и транспорт и реформира администрацията.
Мохамед Али реформира и военната служба, като изгражда модерна професионална армия и от ангария я превръща в престижна кариера. Той въвежда задължителна наборна служба за селяните и значително подобрява обучението на войниците. Те живеят в казарми и възприемат новия военен дух, като първоначалното недоволство от военната служба отстъпва място на националистичен дух и гордост. С помощта на тази силна армия Мохамед Али установява силна власт в Египет.
След смъртта на Мохамед Али той е наследен за кратко от сина си Ибрахим паша (през септември 1848), внука си Абас (ноември 1848), след това от Саид паша (през 1854), и Исмаил паша (през 1863) който е първият официално признат хедив на Египет. Исмаил разширява границите на страната в Африка, забранява робството в Египет, извършва модернизация на Египет и Судан, инвестира в индустрията, икономиката и градоустройството и насърчава науката и земеделието. По време на управлението му е открит Суецкият канал.

## Европейска намеса (1867 – 1914)
При управлението на владетелите от династията на Мохамед Али Египет остава в рамките на Османската империя. Получава статут на автономно васално образувание хедиват през 1867 г. и този статут остава в сила до 1914 г., макар че османците не упражняват реална власт, нито имат голямо присъствие.
През втората половина на XIX век с помощта на французите е прокопан Суецкият канал, открит през 1869 г. Строежът му се финансира от европейски банки и от акционери. Големи суми потъват за подкупи на корумпирани чиновници, а населението е недоволно от наложените нови данъци. По време на Американската гражданска война, когато американският юг е откъснат от световните пазари, цената на египетския памук нараства главоломно поради търсенето от страна на английските текстилни фабрики, но след това рязко спада с края на войната през 1865 г.
През 1875 г. Египет успява да избегне банкрут едва след като Исмаил паша продава държавния дял от акциите в канала на британското правителство. Тежкото финансово положение на страната след три години довежда до акредитирането на френски и британски пратеници-ревизори към правителството, които „притежавайки финансовата власт и подкрепени от акционерите на канала, упражняват реалната власт.“ Европейците придобиват все по-голямо влияние и се радват на големи привилегии в сравнение с местното население. Допълнителни несгоди като епидемии по добитъка през 1880-те, наводнения и войни влошават още повече икономиката и увеличават зависимостта на Египет от чуждестранни заеми.
Макар владетелите от династията на Мохамед Али да управляват Египет като квази независима държава-сюзерен на Османската империя, към края на управлението им европейската намеса силно нараства. Например през 1879 г. под британско влияние султанът заменя Исмаил паша с Тауфик паша. Египтяните ненавиждат все по-нарастващото европейско влияние в търговията и вътрешните работи. Ситуацията се утежнява от лошото управление на Тауфик и ширещата се корупция.
След 1879 г. недоволството на местното население води до първите националистически прояви, като най-изявена фигура сред бунтовниците е Ахмед Араби паша, който ръководи въстание срещу Тауфик през 1882 г. Опасявайки се от загубване на контрола си върху Суецкия канал, английски военни кораби обстрелват Александрия и започва Англо-египетската война. Фердинанд дьо Лесепс на борда на един от френските кораби се опитва да се противопостави на адмирал Хаскинс, но англичаните дебаркират в Исмаилия през август и занапред, независимо от протестите на французите, контролът над Египет остава в английски ръце. Египетската армия е разбита в битката при Тел ел-Кебир през септември. В резултат между 1883 и 1914 г., а и по-късно през XX век Египет се управлява от англичанитеФранция получава като компенсация Тунис.

## Британска окупация (1882 – 1952)
На 5 ноември 1914, Египет е официално обявен за британски протекторат като ответна реакция на Великобритания на решението на Османската империя да влезе в Първата световна война на страната на Централните сили.
С тази промяна държавата става султанат Египет, начело със султан, за да се подчертае прекъсването на положението на сюзеренитет с Османската империя. Хедивът Абас II е свален и първи султан става неговият чичо Хюсеин Камил, син на Исмаил паша. По време на войната британците всячески използват Египет: изкупуват памук на безценица, реквизират фураж, мобилизират стотици хиляди египтяни в помощни военни части, използват страната като гарнизон за британски и австралийски части. Държавата от 1914 просъществува до официалното провъзгласяване на независимост след осем години.
След приключването на войната Саад Заглул и партията му застават начело на националистите и постигат мнозинство в Законодателното събрание. Специална делегация поставя пред британския губернатор искане за независимост, в резултат на което водачите и са хвърлени в затвора. На 8 март 1919 те са изпратени на заточение в Малта, което запалва искрата на истинска революция. Нейният основен инструмент е гражданското неподчинение на британската окупация. Център на събитията са Кайро и Александрия, където стачкуват студенти и юристи. Спират пощата и телеграфът, трамвайното и железопътното движение. В крайна сметка на 22 февруари 1922 Великобритания прокламира едностранно независимостта на Египет, а през 1923 г. е приета нова конституция.
Управляващият в това време султан Фуад I (брат на Хюсеин Камил) става първият съвременен крал на Египет.
Според конституцията новото кралство Египет е номинално независима конституционна монархия, но въпреки това британците запазват контрола си върху външните работи, комуникациите, войските и англо-египетски Судан. Саад Заглул става министър-председател на Египет, след като неговата националистическа партия Уафд получава голямо болшинство на изборите през 1924 г. През 1936 е сключен англо-египетски договор, според който Египет става напълно независима държава, но британските войски остават в зоната на Суецкия канал още 20 години, до 1956.
По време на Втората световна война през лятото и есента на 1942 г. в Северноафриканската кампания играе важна роля град Аламейн. Тук се водят две значителни битки за надмощие в Северна Африка и главно за надмощие в Киренайка.
Египет взема участие в арабско-израелската война от 1948 г., която е първата в рамките на продължаващия арабско-израелски конфликт. След войната Израел си извоюва статута на независима държава, а останалата част от британския мандат в Палестина е разделена на области, контролирани от Египет и Трансйордания.

## Република (1953–настояще)
През 1952 г. Движението на свободните офицери извършва военен преврат и принуждава крал Фарук да абдикира в полза на сина си Фуад.
Юлската революция предава управлението на Египет в ръцете на военните. На 18 юни 1953 г. е провъзгласена република с първи президент генерал Мохамед Нагиб, който заема поста около година и половина.

### Управление на Насър (1956 – 1970)
През 1954 г. Гамал Абдел Насър, привърженик на панарабизма и реален архитект на движението на офицерите от 1952 г., принуждава Нагиб да подаде оставка. Постът президент остава вакантен две години, докато през юни 1956 г. на него е избран Насър.
През същия месец британските окупационни сили завършват изтеглянето си от зоната на Суецкия канал. Още на следващия месец Насър обявява национализация на канала, което предизвиква сериозна международна криза.
През 1958 г. Египет и Сирия се обединяват в Обединена арабска република (ОАР). Съюзът е краткотраен и през 1961 г. Сирия се оттегля, макар че Египет остава с името ОАР до смъртта на Насър през 1970 г. Този съюз се намира също така в слаба конфедерация, наречена Обединени арабски държави, със Северен Йемен.
В началото на 1960-те Египет взема участие в гражданска война в Северен Йемен, като подкрепя йеменските републиканци със 70 000 души и с химическо оръжие.
В средата на 1967 г. Съветският съюз предупреждава Насър за подготвяна израелска атака на Сирия. Насър предприема последователни действия, които правят военните действия неизбежни: на 14 май разполага войски в Синайския полуостров близо до границата с Израел, на 19 май експулсира мироопазващите сили на ООН, разположени на границата с Израел и на 23 май затваря Тиранския проток за израелски кораби. На 26 май Насър заявява: „Битката ще бъде голяма и нашата основна цел ще бъде да унищожим Израел“. Израел настоява, че затварянето на Тиранския проток е Casus belli. В последвалата Шестдневна война Израел напада Египет и окупира Синайския полуостров и ивицата Газа, която Египет е заел след войната от 1948. По време на войната е установено извънредно положение, останало в сила до 2012, с кратко прекъсване от 18 месеца през 1980/81. При него полицията има разширени правомощия, конституционните права са суспендирани и цензурата е легализирана.

### Управление на Садат (1970 – 1981)
Насър умира през 1970 и на негово място е избран Ануар Садат. Дотогава Египет е на страната на Съветския съюз в Студената война, но Садат преминава към страната на САЩ и прогонва съветските съветници през 1972. Той стартира икономически реформи, като същевременно ограничава действията на религизоната и гражданската опозиция. През октомври 1973, Египет и Сирия започват изненадващо войната от Йом Кипур целяща възвръщане на завзетата 6 години по-рано територия от страна на Израел. Първоначално израелците губят позиции, но впоследствие вземат надмощие и войната изпада в патова ситуация. След приета резолюция от Съвета за сигурност на ООН военните действия са спрени и започват преговори. С посредничеството на САЩ е подписан египетско-израелски мирен договор, останал в историята като договор от Кемп Дейвид, а подписалите го Ануар Садат и Менахем Бегин получават Нобелова награда за мир.
След 1975 г. Садат променя икономическата политика в посока на намаляване на правителствената регулация и насърчаване на чуждестранните инвестиции. Чрез намалени данъци и вносни мита са привлечени инвеститори, но те са предимно в нискорискови печеливши сектори като туризма и строителството. Макар че политиката на Садат има за цел да стимулира развитието на средна класа, от нея имат полза преди всичко богатите. Поради премахването на субсидиите за основните храни през 1977 избухват хлебни бунтове.
Историческото посещение на Садат в Израел през 1977 отваря пътя към преговори за постигане на мир с Израел и изтегляне на израелските войски от Синай. Тази негова инициатива обаче разпалва огромни противоречия в арабския свят и Египет е изключен от Арабската лига, но повечето египтяни подкрепят президента. Садат е убит от ислямски екстремист през октомври 1981.

### Управление на Мубарак (1981 – 2011)
След 1981 г. президентския пост заема Хосни Мубарак – професионален военен от Египетските военновъздушни сили, останал на поста почти тридесет години. Считан е за един от най-влиятелните лидери в региона, известен с умерената си позиция по палестинско-израелския конфликт. По време на неговото управление политическата сцена се доминира от Националната демократическа партия, основана през 1978 от Садат. През 1990-те години е прието законодателство, което ограничава свободата на сдружаване и изразяване и въвежда драконовски мерки за нарушенията. В резултат почти цялата власт е в ръцете на военните, парламентарните действия губят значение, а възможностите за политически прояви са силно ограничени. Зачестяват терористичните атаки срещу християни-копти, чуждестранни туристи и правителствени чиновници. Основна движеща сила за нарастване на насилието е ислямистката група Ал-Гамаа ал-исламия, която се свързва с атаките срещу известни писатели и интелектуалци и срещу чуждите туристи.
Мубарак отстъпва властта след 18-дневни протести по време на Египетска революция (2011), когато на 11 февруари 2011 г., вицепрезидентът Омар Сулейман, обявява, че Мубарак подава оставка и предава управлението на Върховния съвет на въоръжените сили. През април президентът и неговите синове са задържани за 15 дни по обвинения в корупция, злоупотреба с власт и престъпна небрежност по време на протестите. Процесът започва на 3 август 2011 г. По-късно Мубарак е осъден за корупция, но впоследствие е оправдан.

### Революция и последици (2011 – 2014)
На 25 януари 2011 започват масови протести срещу правителството. На 11 февруари 2011 президентът Мубарак подава оставка и напуска Кайро. При новината на площад Тахрир хората ликуват. След това властта е взета от военните. Мохамед Хусейн Тантауи, председател на Върховния съвет на въоръжените сили, става de facto временен държавен глава. На 13 февруари 2011военните разпускат парламента и суспендират конституцията.
През март е проведен конституционен референдум и през ноември 2011 г. са проведени парламентарни избори. Изборната активност е висока и места в парламента (Учредително събрание) получават ислямистки групи: Партията на свободата и справедливостта, свързана с Мюсюлманско братство, печели 47 %, а хардлайнерите от партия Нур – 25%. Основна задача на парламента е приемането на нова конституция. На 24 юни 2012 г. за президент е избран Мохамед Морси.
Либералните и светски ориентираните депутати напускат парламента и предприемат съдебно оспорване на законността му, защото смятат, че в конституцията ще бъдат възприети строго ислямистки практики, докато религиозните привърженици на Мюсюлманско братство застават зад Морси. На 22 ноември 2012 президентът Морси издава декрет, с който всички негови нормативни актове не подлежат на съдебно оспорване и премахва възможността работата на парламента да бъде прекратена от съда.
На 30 ноември събранието приема проект за конституция без гласовете на отсъстващите депутати и президентът определя дата за референдум, с който да бъде приета. Това предизвиква мащабни протести в страната. На 5 декември 2012 стават сблъсъци между десетки хиляди привърженици и противници на Морси. Морси предлага „национален диалог“ с лидерите на опозицията, но отказва да отмени референдума.
На 3 юли 2013, след вълна от протести военните извършват държавен преврат, свалят Морси и установяват извънредно положение. Главният съдия на Висшия конституционен съд на Египет, Адли Мансур, става временен президент на Египет.
С подкрепата на военните властите започват преследвания на ислямистите и техните поддръжници, като пращат в затвора и убиват хиляди протестиращи. Много от водачите и активистите на Мюсюлманско братство са осъдени на смърт или затвор след серия от масови съдебни процеси.
На 18 януари 2014 г. временното правителство приема нова конституция след референдум, в който тя е одобрена от 98,1% от гласувалите при 38,6% избирателна активност – по-висок процент от активността от 33% на референдума по време на Морси. На 26 март 2014 Абдел Фатах Сиси, главнокомандващ на въоръжените сили, подава оставка и съобщава че ще се кандидатира за президент в предстоящите избори. Гласуването, проведено между 26 и 28 май 2014, приключва с убедителна победа на Сиси. Той полага клетва като президент на Египет на 8 юни 2014. Мюсюлманско братство и някои либерални и цивилни активисти бойкотират изборите. Макар властите да удължават срока за гласуване с един ден, избирателната активност от 46% е по-ниска от тази на изборите през 2012 (52%).